# Myrpittor
Myrpittor (Grallariidae) är en familj små tättingar i subtropiska och tropiska Central- och Sydamerika som tidigare fördes till familjen myrtrastar (Formicariidae). 

## Utseende och ekologi
Myrpittorna är markbundna och förekommer i låglandsskog och molnskog. I storlek varierar de från arterna inom släktet Grallaricula som mäter cirka 10 centimeter till jättemyrpittan som mäter 24 centimeter. De skiljer sig ifrån myrtrastarna genom att nästan helt sakna stjärt och att de föredrar att ta sig fram på marken genom att skutta istället för att gå. Gemensamt med myrtrastarna är att många arter har långa och kraftiga ben, och vassa näbbar. Många har dovt färgade fjäderdräkter i grått, brunt och rött, ofta med ett typiskt mönster, och vissa har även färgstarkare inslag i blått, rött, gult och grönt. Myrpittorna är skygga och ofta mer hörda än sedda, då många arter har kraftfulla lockläten.

## Systematik

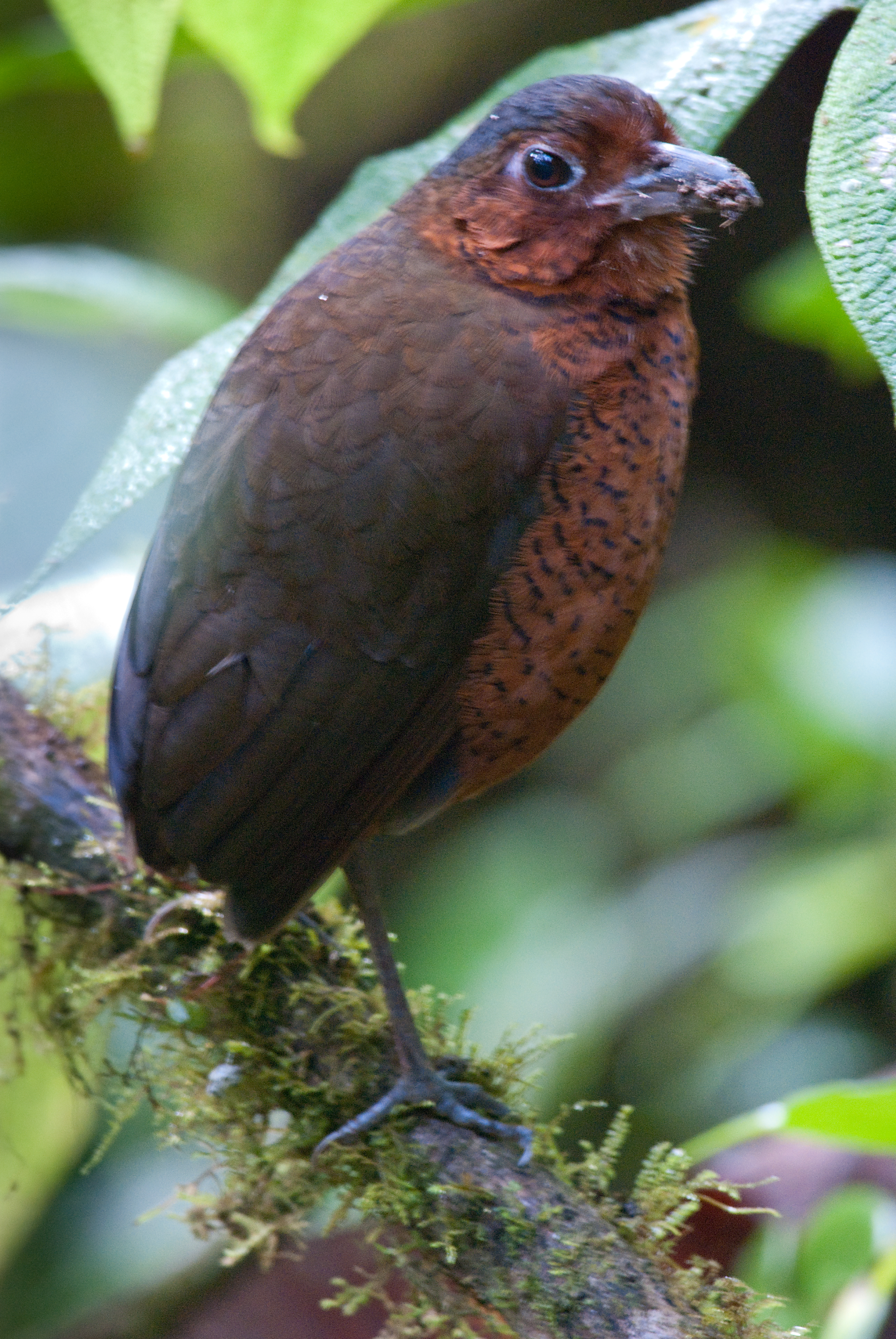
Jättemyrpitta (Grallaria gigantea).

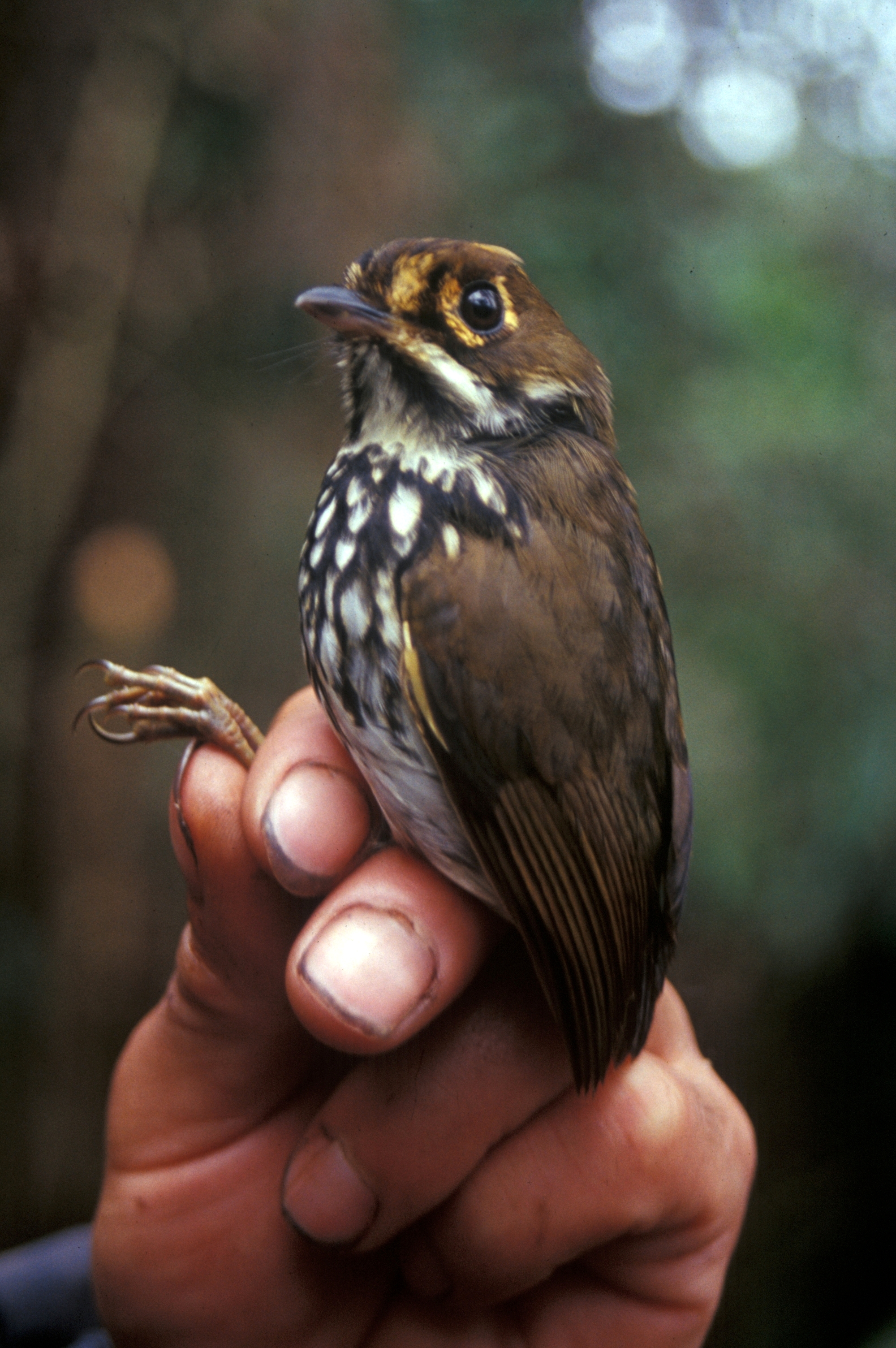
Perumyrpitta (Grallaricula peruviana).

Fram till 2007–2008 klassificerades myrpittorna som en del av familjen myrtrastar (Formicariidae). Under 2000-talet visade dock ett antal genetiska studier att familjen var parafyletisk. Därför flyttades släkten Grallaria, Hylopezus, Myrmothera och Grallaricula till den nya familjen Grallariidae. Släktet Pittasoma, som också ingått i familjen myrtrastar, flyttades istället till Conopophagidae. 

### Släkten inom familjen
Nedanstående lista med 70 arter i sex släkten följer AviList:
- Släkte Cryptopezus – en art, fläckbröstad myrpitta
- Släkte Grallaricula – tio arter
- Släkte Hylopezus – sex arter
- Släkte Myrmothera – sex arter
- Släkte Grallaria – 47 arter